# ترمز دستی

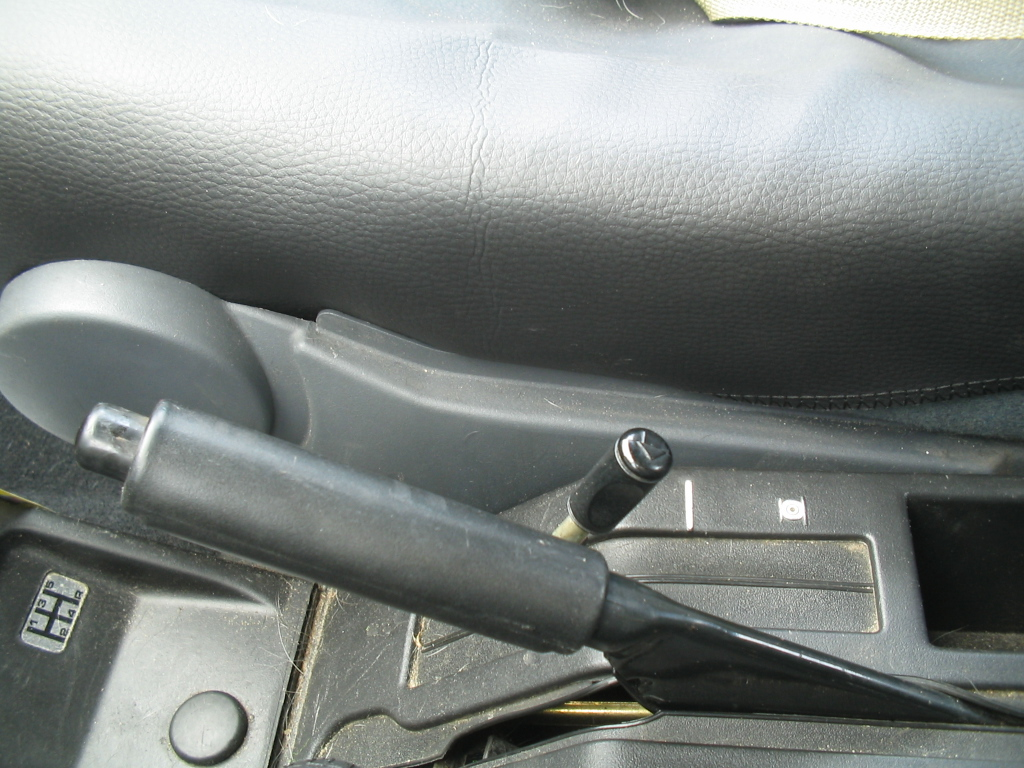
دسته ترمز دستی در خودروی سواری

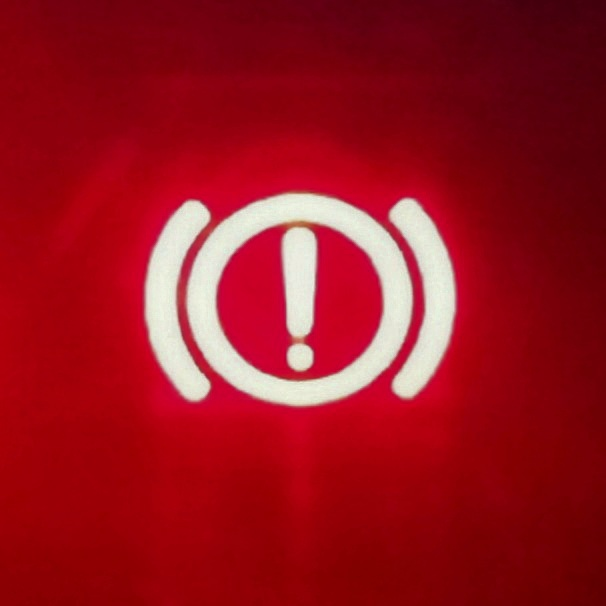
علامت ترمز دستی در پشت آمپر خودرو

تُرمُز دستی یا تُرمُز پارک یکی از اجزاء خودرو است. برای اینکه خودرو در توقفگاه‌ها در اثر شیب محل به راه نیفتاده خطری ایجاد ننماید ترمزی به نام ترمزدستی در آن پیش‌بینی نموده‌اند که این ترمز ممکن است روی چرخ‌ها قرار داده شده چرخ‌ها را از چرخیدن بازدارد یا روی میل گاردان تعبیه شود و مانع گردیدن آن شود.
قدرت ترمز دستی به مراتب کمتر از ترمز پایی است و کاربرد آن تنها در مواقعی است که می‌خواهند یک خودروی ایستاده حرکتی نکند.
به‌طور کلی متوقف شدن خودرو به وسیله ترمزها در حین سرعت به واسطه اصطکاک بازوهای ترمز با کاسه چرخ‌ها است.
اصطکاک طولانی تولید گرمای زیاد نموده و ممکن است فلزات و لنت را سرخ نموده و حتی ذوب نماید، از اینرو کاربرد ترمز باید کوتاه و متناوب باشد.
ترمز دستی در اکثر مواقع ترمز چرخهای عقب را درگیر می‌کند ولی گاهی هم ترمز چرخهای جلو را درگیر می‌کند مثل خودروی سیتروئن زانتیا
ترمز دستی در ماشینهای سنگین که سیستم ترمز آنها بادی است بسیار قوی می‌باشد یعنی قفل کامل چرخهای عقب و از فشاری که ترمز پایی به لنتهای عقب وارد می‌کند به مراتب بیشتر است.

## ترمز پارک برقی[۱]
سیستم ترمز پارک برقی، از فناوری‌های استفاده شده در خودروهای مدرن امروزی به‌شمار می‌رود. این تکنولوژی که در واقع پیشرفته شده نمونه اهرمی و پدالی آن به حساب می‌آید، در اتومبیل‌های پیشرفته امروزی مانند بورگوارد BX5 و بورگوارد BX7 استفاده می‌شود. همه ما ترمز دستی‌های قدیمی را می‌شناسیم، اهرم آن‌ها را به سمت بالا می‌کشیدیم و چرخ‌ها قفل می‌شدند و در صورتی که آن را به پایین می‌بردیم، چرخ‌ها آزاد می‌شدند و به حرکت خود ادامه می‌دادیم. ترمز دستی‌های مکانیکی همیشه مورد انتقاد کاربران خودروها و همچنین کارشناسان این حوزه قرار می‌گرفت. افزایش استهلاک خودرو و همچنین از دست دادن قدرت اولیه در گذر زمان از جمله این انتقادها بود. اما حالا با پیشرفت امکانات استفاده شده در خودروها، شاهد فناوری ترمز پارک برقی هستیم که بسیاری از این مسائل را حل کرده است. این تکنولوژی به EPB شناخته می‌شود که کوتاه شده عبارت Electronic Parking Brake است. اولین و اصلی‌ترین تفاوت این فناوری با نمونه قدیمی خود، دخالت ECU یا کامپیوتر خودرو در قفل چرخ‌ها است. در فناوری ترمز دستی برقی، هر یک از چرخ‌های عقب یک موتور الکتریکی مجزا دارد که کامپیوتر خودرو با بهره‌گیری از آن قادر است حرکت چرخ را قفل کند. بر خلاف ترمز دستی‌های مکانیکی که از اکسل خودرو برای نگه داشتن چرخ‌ها استفاده می‌کردند؛ در تکنولوژی ترمز دستی برقی فقط از اصطکاک بین لنت و دیسک ترمز برای توقف حرکت تایر استفاده می‌شود. همین موضوع باعث شده است میزان خرابی در اتومبیل‌هایی که از این فناوری استفاده می‌کنند به شدت کاهش یابد. در خودروهای قدیمی‌تر، زمانی که از ترمز دستی‌های اهرمی استفاده می‌شد، اکسل اتومبیل بالا می‌آمد تا بتواند چرخ‌ها را قفل کند؛ این بعضاً موضوع باعث هرز شدن جوینت‌ها و دیگر اتصالات در اکسل می‌شد.

### ترمز دستی برقی ایمن‌تر است یا نمونه‌های مکانیکی؟
یکی از دلایلی که فناوری ترمز دستی برقی خیلی سریع رشد کرد و به یکی از محبوب‌ترین امکانات خودروها تبدیل شد، ایمنی آن بود. اگر از اتومبیل‌هایی که ترمز دستی مکانیکی بهره می‌بردند استفاده کرده باشید، متوجه می‌شوید که پس از مدتی مکانیزم نگه دارنده ترمز دستی به خوبی عمل نمی‌کند و نیاز به سرویس دارد؛ این موضوع می‌تواند بسیار خطرساز و حادثه‌آفرین باشد. در واقع ترمز دستی برقی این مسئله را به‌طور کلی حل کرده است؛ زیرا وضعیت چرخ‌ها به صورت لحظه‌ای توسط ECU یا همان کامپیوتر خودرو آنالیز می‌شود. در صورتی که چرخ‌ها بر روی مسیرهای شیب‌دار قرار گرفته باشند، کامپیوتر خودرو با اعمال نیروی بیشتر به چرخ‌های عقب مانع از حرکت اتومبیل می‌شود. حرکت با ترمز دستی مکانیکی فعال خصوصاً زمانی که سرویس نشده باشد امکان دارد سهواً صورت بگیرد که فشار بسیاری به خودرو وارد می‌کند و می‌تواند موجب صدمات شدیدی شود اما در خودروهای دارای ترمز پارک برقی، در صورت آزاد نکردن ترمز پارک، با حرکت خودرو ترمز پارک برقی خود به خود غیرفعال شده و از صدمات احتمالی جلوگیری می‌شود. نکته دیگری که وجود دارد ترمز پارک مکانیکی را هر فردی می‌تواند آزاد کند و باعث بروز حادثه شود ولی آزاد کردن ترمز پارک برقی فقط توسط راننده و با نگاه داشتن پدال ترمز انجام می‌شود. در واقع شما با بهره‌گیری از فناوری ترمز دستی برقی، یک سیستم ترمز هوشمند خواهید داشت که همیشه مراقب وضعیت خودرو شما است.